# Baruth (Einheit)
Baruth war ein indisches Gewichtsmaß. 
- 1 Baruth = 17 Gantans = 50 bis 56 Pfund (Franz.) Pfeffer etwa 25.194 Gramm = gerundet 25,2 Kilogramm
  - 1 Pfund = 16 Unzen

Das Maß ist mit etwa 51,46 Französische Pfund zu je 489,5058 Gramm und 17 Gantans zu 1482  Gramm übereinstimmend.